# Bănia (gmina)
Bănia (węg. Bánya) – gmina w okręgu Caraș-Severin w Rumunii. Składa się ze wsi Bănia i Gârbovăț.
Według spisu powszechnego z 2011 roku gminę zamieszkiwały 1752 osoby, przy 2014 osobach według spisu z 2002 roku. Zdecydowaną większość z nich stanowią Rumuni (95,66%). 89,5% mieszkańców stanowią osoby wyznające prawosławie.